# Mercerización

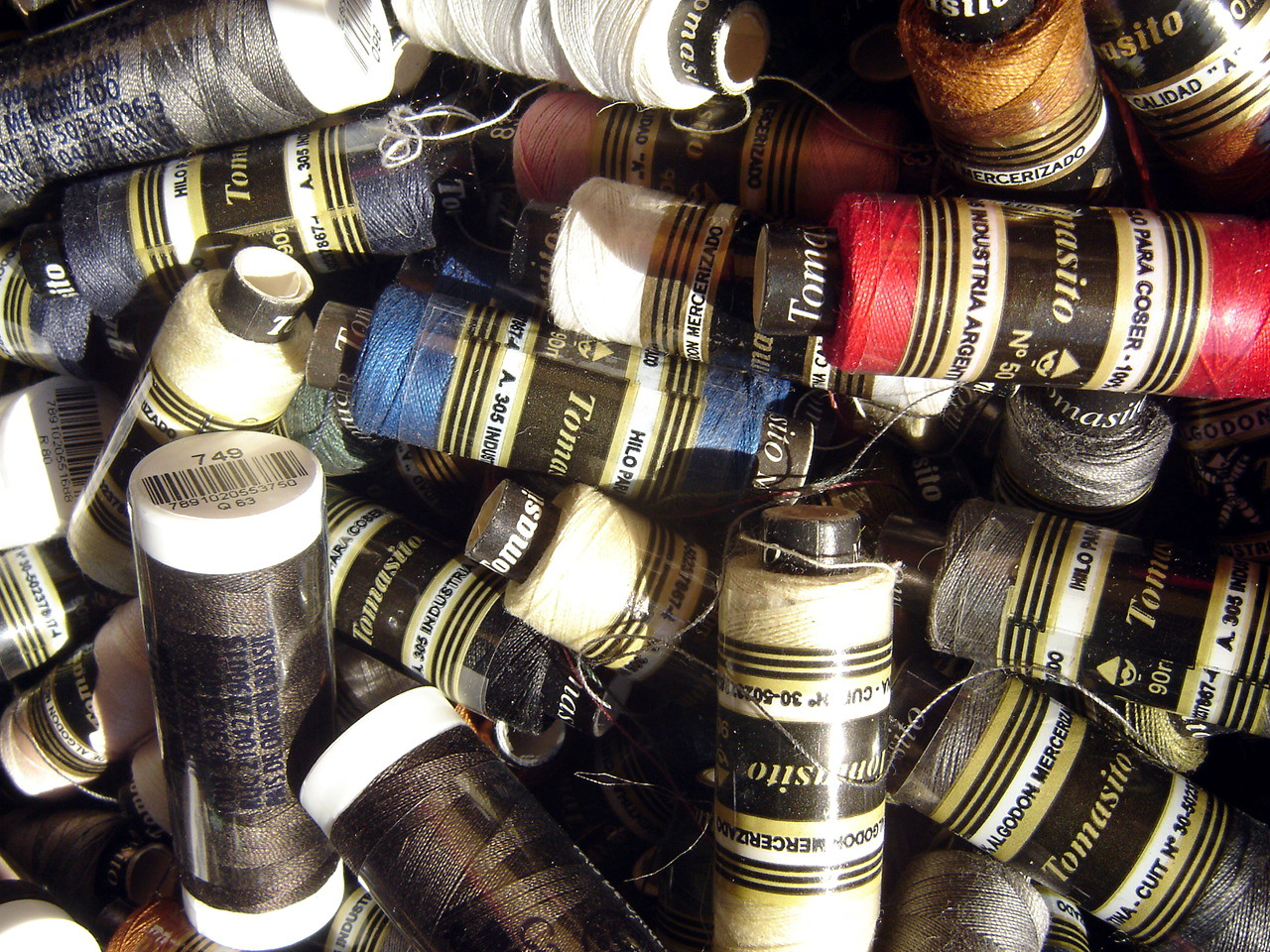
Bobinas de hilo de algodón mercerizado

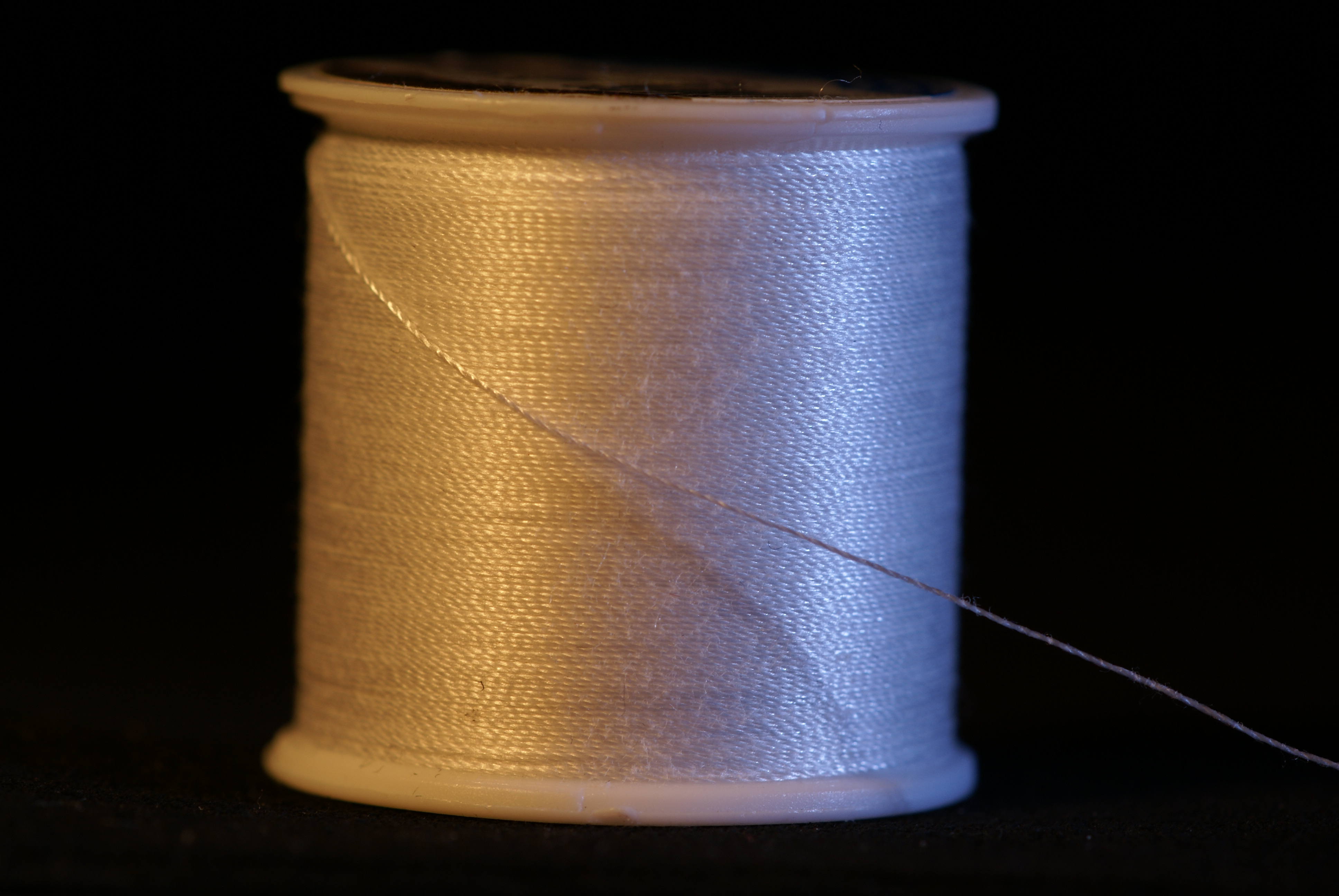
Bobina de algodón mercerizado con núcleo de poliéster.

La mercerización es un tratamiento para el hilo y los tejidos de algodón y cáñamo que les otorga un acabado brillante. Los tejidos e hilos resultantes se denominan algodón o cáñamo mercerizado.
Este tipo de hilos y tejidos suelen usarse para croché y ganchillo, aunque se emplean en múltiples prendas de ropa.

## Historia
Este proceso fue desarrollado en 1844 por John Mercer, científico textil nacido en Great Harwood, Lancashire, Inglaterra, al tratar fibras de algodón con hidróxido de sodio. A resultas del tratamiento, las hebras de algodón se hinchaban, lo que en la versión de Mercer del proceso reducía el tamaño total del tejido, aumentando su resistencia y facilitando su tintado posterior. 
El proceso no se hizo popular hasta que H. A. Lowe desarrollara su forma moderna en 1890. Al mantener el algodón sujeto para evitar que encogiera, Lowe descubrió que la fibra adquiría un acabado lustroso.

## Proceso
El proceso es muy sencillo, ya que reside en sumergir o pulverizar  el hilo de algodón o también el hilo de poliéster con recubrimiento de algodón en un compuesto de hidróxido de sodio, más conocido como sosa cáustica, que luego para eliminar y contrarrestarlo se le da un baño en una solución ácida. Gracias a este método, incrementa su brillo, resistencia y el tinte se fija mejor. 
La estructura química del filamento de algodón se hincha, incrementando la superficie total de la fibra y su reflectancia ( la cantidad de luz reflejada), dándole más brillantez y un tacto más sedoso y aterciopelado tanto al hilo como el tejido que se confecciona.La mercerización altera la estructura química de la fibra de algodón, convirtiendo la celulosa-alfa inicial en una estructura polimorfa de celulosa-beta, termodinámicamente más favorable. El mercerizado tiene por consecuencia la hinchazón de las paredes celulares de la fibra; esto incrementa la superficie total de la fibra y su reflectancia, otorgando más brillo y un tacto más suave al hilo y tejido resultantes.

## Hilo
El método de producción moderno para el algodón mercerizado consiste en el baño del hilo de algodón, o hilo de poliéster con cobertura de algodón, en una solución de hidróxido de sodio que luego se neutraliza con un baño ácido. Este tratamiento mejora el lustre, la afinidad al tinte y la resistencia al moho, pero también favorece la formación de bolas de pelusa. El algodón de fibra larga responde mejor a la mercerización.